# Dear Dictator
Pour plus de détails, voir Fiche technique et Distribution.
Dear Dictator est une comédie américaine écrite et réalisée par Lisa Addario et Joe Syracuse, sortie en 2018.

## Synopsis
Tatiana Mills est une adolescente solitaire et mal dans sa peau. Elle écrit des lettres au général Anton Vincent, un célèbre dictateur régnant dans les Caraïbes. Jusqu'au jour où ce dernier est renversé par un coup d'état. Il fuit alors son île pour se réfugier dans le garage de la maison de Tatiana, aux États-Unis. Il y rencontre aussi sa mère célibataire, Darlene. Caché dans cette banlieue américaine, le vieil homme se lie avec la jeune fille. Il lui apprend comment déclencher une révolution dans son école, en lui conseillant notamment de se rebeller contre les autres filles méchantes avec elle. 

## Fiche technique
- Titre original et français : Dear Dictator
- Réalisateur et scénario : Lisa Addario et Joe Syracuse
- Musique : Sebastián Kauderer
- Montage : Kent Beyda
- Photographie : Wyatt Troll
- Producteurs : Mary Aloe, Lucas Jarach, Jorge Garcia Castro, Robert Ogden Barnum, Daniel Grodnik et Jake Shapiro
- Sociétés de production : Fortitude Films, Hector Coup, Defiant Pictures et Coastal Film Studios
- Sociétés de distribution : Cinedigm et Universal Pictures
- Langue originale : anglais
- Durée : 90 minutes
- Genre : comédie
- Dates de sortie :
  - États-Unis : 16 mars 2018
  - France : 3 juillet 2018 (DVD)

## Distribution
- Michael Caine (VF : Frédéric Cerdal) : le général Anton Vincent
- Katie Holmes (VF : Alexandra Garijo) : Darlene Mills
- Odeya Rush (VF : Camille Donda) : Tatiana Louise Mills
- Seth Green (VF : Sébastien Desjours) : Dr Charles Seaver
- Jason Biggs (VF : Cédric Dumond) : M. Spines
- Jackson Beard (VF : Gwenaël Sommier) : Denny
- Jordyn Cavros (VF : Jessica Barrier) : Gigi
- Fish Myrr (VF : Cindy Lemineur) : Sarvia
- Hannah Joy Brown (VF : Maïa Liaudois) : Chivas
- Jay Willick (VF : Fabien Jacquelin) : le lieutenant Diggs
- Dana Joyce Schiller : le lieutenant Spano
- Tony Guerrero : le pasteur Ramirez
- Adrian Voo (en) (VF : Alexandre Guansé) : le voisin envahissant
- Michael David Baldwin (VF : Namakan Koné) : le garde de sécurité

 Source et légende : version française (VF) sur RS Doublage et selon le carton du doublage français sur le DVD zone 2.

## Production
Katie Holmes et Michael Caine se retrouvent 13 ans plus tard après Batman Begins en 2005.